# Équipe du Brésil de football à la Coupe du monde 1930

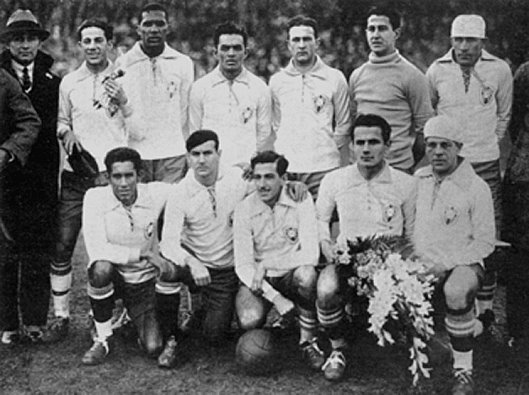
L'équipe du Brésil, le 14 juillet 1930, avant le match contre la Yougoslavie. Au second rang, de gauche à droite : Píndaro, Brilhante, Fausto, Hermógenes, Itália, Joel et Fernando. Au premier rang, de gauche à droite : Poly, Nilo, Araken, Preguinho et Teóphilo.

L'équipe du Brésil de football est éliminée au premier tour de la coupe du monde de football de 1930.

## Joueurs et encadrement
| Nom                | Nom             | Club                   | Date de naissance | J.              | Buts            |                 |                 |                 |
| Gardiens de but    | Gardiens de but | Gardiens de but        | Gardiens de but   | Gardiens de but | Gardiens de but | Gardiens de but | Gardiens de but | Gardiens de but |
| ------------------ | --------------- | ---------------------- | ----------------- | --------------- | --------------- | --------------- | --------------- | --------------- |
|                    | Joel            | América FC             | 1er mai 1904      | 1               | 0               | 0               | 0               | 0               |
|                    | Velloso         | Fluminense FC          | 25 septembre 1908 | 1               | 0               | 0               | 0               | 0               |
| Défenseurs         |                 |                        |                   |                 |                 |                 |                 |                 |
|                    | Brilhante       | Vasco da Gama          | 5 novembre 1904   | 0               | 0               | 0               | 0               | 0               |
|                    | Itália          | Vasco da Gama          | 22 mai 1907       | 2               | 0               | 0               | 0               | 0               |
|                    | Oscarino        | Ypiranga Niterói       | 17 janvier 1907   | 1               | 0               | 0               | 0               | 0               |
|                    | Zé Luiz         | São Cristóvão FC       | 24 mai 1903       | 1               | 0               | 0               | 0               | 0               |
| Milieux de terrain |                 |                        |                   |                 |                 |                 |                 |                 |
|                    | Benevenuto      | CR Flamengo            | 8 août 1903       | 0               | 0               | 0               | 0               | 0               |
|                    | Fausto          | CR Vasco de Gama       | 28 janvier 1905   | 2               | 0               | 0               | 0               | 0               |
|                    | Fernando        | Fluminense FC          | 1er mars 1906     | 2               | 0               | 0               | 0               | 0               |
|                    | Fortes          | Fluminense FC          | 9 septembre 1901  | 0               | 0               | 0               | 0               | 0               |
|                    | Hermógenes      | América FC             | 4 novembre 1908   | 2               | 0               | 0               | 0               | 0               |
|                    | Ivan Mariz      | Fluminense FC          | 16 mai 1910       | 0               | 0               | 0               | 0               | 0               |
|                    | Pamplona        | Botafogo               | 24 mars 1904      | 0               | 0               | 0               | 0               | 0               |
| Attaquants         |                 |                        |                   |                 |                 |                 |                 |                 |
|                    | Araken          | Santos FC              | 17 juillet 1905   | 0               | 0               | 0               | 0               | 0               |
|                    | Benedicto       | Botafogo               | 10 mai 1910       | 1               | 0               | 0               | 0               | 0               |
|                    | Carvalho Leite  | Botafogo               | 25 juin 1912      | 1               | 0               | 0               | 0               | 0               |
|                    | Doca            | São Cristóvão FC       | 7 avril 1903      | 0               | 0               | 0               | 0               | 0               |
|                    | Manoelzinho     | Goytacaz Futebol Clube | 22 août 1907      | 0               | 0               | 0               | 0               | 0               |
|                    | Moderato        | CR Flamengo            | 14 juillet 1902   | 1               | 2               | 0               | 0               | 0               |
|                    | Nilo            | Botafogo               | 3 avril 1903      | 1               | 0               | 0               | 0               | 0               |
|                    | Poly            | Americano FC           | 26 janvier 1909   | 1               | 0               | 0               | 0               | 0               |
|                    | Preguinho       | Fluminense FC          | 2 mars 1905       | 2               | 3               | 0               | 0               | 0               |
|                    | Russinho        | CR Vasco de Gama       | 18 décembre 1902  | 1               | 0               | 0               | 0               | 0               |
|                    | Teóphilo        | São Cristóvão FC       | 11 avril 1900     | 1               | 0               | 0               | 0               | 0               |
| Sélectionneur      |                 |                        |                   |                 |                 |                 |                 |                 |
|                    | Píndaro         |                        | 1er juin 1892     |                 |                 |                 |                 |                 |

## Compétition

### Premier tour

#### Yougoslavie-Brésil
| 14 juillet 1930                     | Yougoslavie | 2 – 1   | Brésil                                                                                              | Estadio Gran Parque Central (Montevideo)       |                                                |
| 12 h 45 · Historique des rencontres | Tirnanić 21e · Bek 30e                                                                                           | (2 - 0) | 62e Preguinho                                                                                       | Spectateurs : 24 059 Arbitrage : Anibal Tejada | Spectateurs : 24 059 Arbitrage : Anibal Tejada |
| 12 h 45 · Historique des rencontres | Rapport |         | | Spectateurs : 24 059 Arbitrage : Anibal Tejada | Spectateurs : 24 059 Arbitrage : Anibal Tejada |
| 12 h 45 · Historique des rencontres | Jakšić - Ivković , Mihajlović - Arsenijević, Stefanović, Đokić - Tirnanić, Marjanović, Bek, Vujadinović, Sekulić | Équipes | Joel - Brilhante, Itália - Hermógenes, Fausto, Fernando - Poly, Nilo, Araken, Preguinho , Theóphilo | Spectateurs : 24 059 Arbitrage : Anibal Tejada | Spectateurs : 24 059 Arbitrage : Anibal Tejada |

#### Brésil-Bolivie
| 20 juillet 1930                     | Brésil | 4 – 0   | Bolivie | Stade Centenario (Montevideo)                  |                                                |
| 13 h 00 · Historique des rencontres | Moderato 37e, 73e · Preguinho 67e, 83e                                                                               | (1 - 0) | | Spectateurs : 25 466 Arbitrage : Thomas Balvay | Spectateurs : 25 466 Arbitrage : Thomas Balvay |
| 13 h 00 · Historique des rencontres | Rapport |         | | Spectateurs : 25 466 Arbitrage : Thomas Balvay | Spectateurs : 25 466 Arbitrage : Thomas Balvay |
| 13 h 00 · Historique des rencontres | Velloso - Zé Luiz, Itália - Hermógenes, Fausto, Fernando - Benedicto, Russinho, Carvalho Leite, Preguinho , Moderato | Équipes | Bermúdez - Durandal, Chavarría - Sáinz, Lara, Valderrama - Reyes Ortíz, Bustamante, Méndez , Alborta, Fernández | Spectateurs : 25 466 Arbitrage : Thomas Balvay | Spectateurs : 25 466 Arbitrage : Thomas Balvay |

#### Classement
| Rang | Équipe      | Pts | J | G | N | P | Bp | Bc | Diff |  | Résultats (▼ dom., ► ext.) |  |     |     |
| ---- | ----------- | --- | - | - | - | - | -- | -- | ---- |  | -------------------------- |  | --- | --- |
| 1    | Yougoslavie | 4   | 2 | 2 | 0 | 0 | 6  | 1  | +5   |  | Yougoslavie                |  | 2-1 | 4-0 |
| 2    | Brésil      | 2   | 2 | 1 | 0 | 1 | 5  | 2  | +3   |  | Brésil                     |  |     | 4-0 |
| 3    | Bolivie     | 0   | 2 | 0 | 0 | 2 | 0  | 8  | -8   |  | Bolivie                    |  |     |     |